# Le Sicilien (film, 1958)
Cet article concerne le film de Pierre Chevalier. Pour le film de Michael Cimino, voir Le Sicilien.
Pour les articles homonymes, voir Le Sicilien.
Pour plus de détails, voir Fiche technique et Distribution.
Le Sicilien est un film français réalisé par Pierre Chevalier et sorti en 1958.

## Synopsis
Un brave petit couturier Lyonnais, Fernand, monte à Paris pour présenter sa création "La ligne Impériale" à une grande maison de couture. À la suite d'une méprise, il est pris par une bande de gangsters, pour "Le Sicilien", un tueur à gages. Quiproquo qui prendra des proportions énormes. Fernand fera arrêter toute la bande et retrouvera sa gentille fiancée Josée.

## Fiche technique
- Titre : Le Sicilien
- Réalisation : Pierre Chevalier
- Scénario et adaptation : Jack Pinoteau, Jean Girault, Pierre Chevalier
- Dialogues : Jean Girault
- Assistant réalisateur : Bernard Paul
- Décors : Robert Bouladoux, assisté de James Allan
- Photographie : Walter Wottitz
- Opérateur : René Ribaud, assisté de Bob Pater et Jean Schwartz
- Musique : Raymond Bernard
- Montage : Laurence Méry, assistée de Madeleine Lagneau
- Son : Robert Teisseire, assisté de A. Bodik et G. Jacquinot
- Maquillage : Monique Huyard
- Photographe de plateau : Robert Joffres
- Script-girl : Colette Robin
- Régisseur : Pierre Cottance, assisté de Claude Huyard
- Ensemblier : Nady Chauviret
- Accessoiriste : A. Buyle et J.C Dolbert
- Pascale Robert est habillée par Neda Rosen
- Fourrures de Léon Vissot
- Tournage du 27 mai au 2 juillet 1958, dans les studios Franstudio de Saint-Maurice
- Tirage : Laboratoire G.T.C de Joinville – Enregistrement Perfectone, Poste Parisien
- Production : Ajax-Films, Les Films Jean Tourane
- Chef de production : Don José de Colonna, Jean Tourane
- Directeur de production : Maurice Saurel
- Distribution : Les Films Fernand Rivers
- Pays :  France
- Durée : 95 minutes
- Format : Noir et blanc - 35 mm - Son mono
- Genre : Comédie
- Date de sortie : 
  - France : 26 novembre 1958
- Visa d'exploitation : 20935
- Affiches : Constantin Belinsky, Clément Hurel (France)

## Distribution
- Fernand Raynaud : Fernand, le petit couturier lyonnais
- Pascale Roberts : Olga, une complice de Monsieur Bruno
- Jean-Marie Amato : Monsieur Bruno, le directeur du "Rouge Gorge"
- Marcel Bozzuffi : Pete, un complice de Monsieur Bruno
- Jean-Roger Caussimon : Beau-Parleur, un rival de Monsieur Bruno
- Evelyne Gabrielli : Josée, la fiancée de Fernand
- Jess Hahn : Raffles, un complice de Monsieur Bruno
- Judith Magre : La femme de Pete
- Raymond Devos : Henri, le frère de Josée et ami de Fernand
- Mario David : Mastic, un complice de Monsieur Bruno
- Corrado Guarducci : Malone, l'intermédiaire Italien
- Guy Mairesse : M. Bonbon, un complice de Monsieur Bruno
- Rita Renoir : La femme de Bonbon
- Max Montavon : Le garçon du restaurant
- Paul Préboist : Le serveur du restaurant
- Florence Blot : La dame des lavabos
- Hubert Deschamps : Le voyageur allemand, dans le train
- Albert Michel : Le barman du "Rouge Gorge"
- Georges Galley : Le vrai "Sicilien"
- Jacques Préboist : Le contrôleur S.N.C.F
- Marcel Bernier : Un voyageur sur le quai et Un ouvrier au "Rouge Gorge"
- Robert Blome
- Gérard Bayle
- Blanche Courtel
- Jean Franval : Un garde du corps
- Joël Schmidt
- Jacques Bézard
- André Vylar
- Pierre Sergeol : Le client impatient du restaurant
- Rudy Palmer